# Сандо (Іспанія)
Сандо (ісп. Sando) — муніципалітет в Іспанії, у складі автономної спільноти Кастилія-і-Леон, у провінції Саламанка. Населення — 144 особи (2010).
Муніципалітет розташований на відстані близько 210 км на захід від Мадрида, 37 км на захід від Саламанки.
На території муніципалітету розташовані такі населені пункти: (дані про населення за 2010 рік)
- Кабеса-де-Дієго-Гомес: 16 осіб
- Сандо: 106 осіб
- Ель-Кампільйо: 0 осіб
- Фуентес-де-Сандо: 9 осіб
- Іруело-дель-Каміно: 13 осіб
- Тремедалехо: 0 осіб
- Вільягарсія: 0 осіб

## Демографія
Динаміка населення (INE ):

## Зовнішні посилання
- Провінційна рада Саламанки: індекс муніципалітетів
- Посилання на Google Maps